# Metoda ruchu rozwijającego
Metoda Ruchu Rozwijającego (ang. Sherborne developmental movement, SDM) – metoda terapeutyczna opracowana przez fizjoterapeutkę Weronikę Sherborne w Anglii.
Głównym założeniem tej metody jest posługiwanie się ruchem jako narzędziem we wspomaganiu rozwoju psychoruchowego dziecka i w terapii zaburzeń rozwoju. Zadaniem Metody Ruchu Rozwijającego jest rozwijanie przez ruch sprawności ruchowej, świadomości własnego ciała, przestrzeni i działania w niej a także dzielenia przestrzeni z innymi ludźmi i nawiązywanie z nimi bliskiego kontaktu. Autorka zaleca stosowanie metody m.in. w wypadku dzieci niepełnosprawnych intelektualnie, autystycznych, nadpobudliwych oraz z zaburzeniami emocjonalnymi i zachowania.

## Krytyka
Nie jest jasne, czy metoda rzeczywiście wspomaga rozwój ruchowy lub wzmacnia relacje. Nieliczne badania, dotyczące SDM, charakteryzują się poważnymi błędami i ograniczeniami metodologicznymi. Najczęstszymi problemami są małe grupy badawcze, brak grupy kontrolnej, zaślepiania, losowego doboru badanych, a nawet błędne użycie testów statystycznych. Przykładowo, w badaniu Hill (1986) sprawdzano wpływ metody na poprawę koncentracji uwagi (pięć wskaźników zachowania) i zachowań prospołecznych (14 wskaźników) u ośmiu dzieci z upośledzeniem umysłowym. Zachowanie dzieci (przed i po sesji ćwiczeń) oceniane było przez jedną osobę (nie wiadomo czy znała hipotezy badawcze). Nie kontrolowano wpływu innych zmiennych (np. zmęczenia) na wyniki. Hill wykazała niewielki wpływ interwencji na dwóch wskaźnikach z każdego z dwóch obszarów zachowania. Podczas wielokrotnych porównań średnich wyników, nie dokonano korekty ryzyka popełnienia tzw. błędu I rodzaju. Podobne ograniczenia dotyczą badań Lubianiec (1991) i Lisieckiej (1991), przeprowadzonych na 18 podopiecznych domu dziecka oraz na 20 dzieciach z zespołem Downa. W wypadku obu badań, połowa z dzieci stanowiła grupę kontrolną (brak jakiejkolwiek interwencji). Ponownie zignorowano problem inflacji prawdopodobieństwa błędnej oceny różnic pomiędzy wynikami (choć udało się wykazać ich znacznie więcej niż u Hill). Oceny zmiany zachowania dokonywały te same osoby, które przeprowadzały terapię (nie kontrolowano efektu oczekiwań przeprowadzających eksperyment).
W nowszym badaniu, z 2012, próbowano ustalić wpływ programu zabaw, opartych na technikach Sherborne, na relację rodzic-dziecko (10 osób), ale nie użyto żadnych testów statystycznych pozwalających na wykazanie różnic w wynikach. W innym badaniu, przeprowadzonym na kilkudziesięciu studentach studiów pedagogicznych, próbowano wykazać wpływ programu opartego na SDM na inteligencję emocjonalną i empatię. Badanie charakteryzowało się podobnymi ograniczeniami metodologicznymi, jak opisane wcześniej. Wykazano minimalny wzrost inteligencji emocjonalnej (1-2 punkty na 55 stopniowych skalach kwestionariusza) oraz brak różnic, jeśli chodzi o wyniki na skali mierzącej empatię.
Pomimo braku mocnych dowodów na zasadność stosowania metody, zwolennicy propagują ją, opierając się często na hipotetycznych założeniach, luźnych nawiązaniach do neuronauki czy pozytywnych odczuciach osób, które miały styczność z SDM.
Nie wiadomo, czy metoda Sherborne charakteryzuje się swoistym działaniem, tj. czy ewentualnych pozytywnych efektów nie osiągnęłoby się za pomocą jakiejkolwiek innej metody, opartej na ćwiczeniach fizycznych i interakcji z ludźmi. Ćwiczenia fizyczne mają generalnie pozytywny wpływ na zdrowie i rozwój intelektualny dzieci. W wypadku zaburzeń ze spektrum autyzmu, wykazano, że aktywność fizyczna (np. pływanie) może zmniejszać nasilenie niektórych symptomów psychopatologicznych. Możliwe, że lepszy efekt dają treningi przeprowadzane indywidualne, niż w grupach. Wskazuje się na pozytywny wpływ aktywności również w przypadku ADHD. Trening interpersonalny jest częstym elementem terapii różnych zaburzeń. W wypadku autyzmu, większość programów terapeutycznych, kierowanych do dzieci lub rodziców, odnosi się w różny sposób do treningu umiejętności społecznych. W terapii dzieci i młodzieży z ADHD czasem stosuje się treningi interpersonalne, ale nie wiadomo czy dają efekty.